# Fabio Roccheggiani
Fabio Roccheggiani, né le 28 juin 1925 à Falconara Marittima, décédé le 25 avril 1967 à Tunis, est un entraîneur de football italien. 
Il succède à Rachid Sehili (Tunisie) à la tête de l'équipe du Club africain en 1957. Il dirige le club tunisien jusqu'à sa mort.

## Palmarès
- Coupe de Tunisie : 1965 et 1967
- Championnat de Tunisie : 1964 et 1967